# Anneli Alhanko
Anneli Alhanko (Bogotá, Colombia, 11 de diciembre de 1954) es una actriz y bailarina sueca, de trayectoria internacional, nacida en Colombia. Tiene el título de Prima ballerina assoluta.
Estudia danza en Escuela de Ballet de la Ópera de Suecia desde 1963 hasta 1971. Al graduarse, en 1971, ingresa al Ballet Real de Suecia.
En 1972 gana la medalla de plata, categoría juvenil, en la Competencia Internacional de Ballet en Varna. En 1975 la Casa Real de Suecia emitió una estampilla con su imagen.
Ha sido artista invitada del Ballet de Hamburgo.